# Lioux-les-Monges
Lioux-les-Monges é uma comuna francesa na região administrativa da Nova Aquitânia, no departamento de Creuse. Estende-se por uma área de 7,32 km². Em 2010 a comuna tinha 60 habitantes (densidade: 8,2 hab./km²).